# آقای کلاین
آقای کلاین (به فرانسوی: Monsieur Klein) فیلمی فرانسوی به کارگردانی جوزف لوزی است که در سال ۱۹۷۶ منتشر شد. از بازیگران آن می‌توان به آلن دلون، ژن مورو، مایکل لونزدل، گری فیشر و ماسیمو جیروتی اشاره کرد.
این فیلم در سال ۱۹۷۶ نامزدِ دریافتِ نخل طلایی در بیست و نهمین دورهٔ جشنواره فیلم کن بود اما موفق به دریافت آن نگردید و این جایزه به فیلم راننده تاکسی اختصاص یافت.
آقای کلاین همان سال، برندهٔ ۳ جایزه سزار بابت «بهترین کارگردانی»، «بهترین فیلم» و «بهترین طراحی پروژه» گردید.